# 七宝駅
七宝駅（しっぽうえき）は、愛知県あま市七宝町沖之島返上地にある、名古屋鉄道（名鉄）津島線の駅。駅番号はTB02。manacaが利用できる。普通列車のみが停車。

## 歴史
- 1914年（大正3年）1月23日 - 開業。
- 1952年（昭和27年）3月25日 - 無人化[1]。
- 1961年（昭和36年）10月15日 - 業務委託駅となり駅員が再度配置される[1]。
- 2005年（平成17年）7月14日 - トランパス導入に伴い駅集中管理システムによる無人駅となる[2][3]。
- 2011年（平成23年）2月11日 - manaca導入。
- 2012年（平成24年）2月29日 - トランパス供用終了。

## 駅構造
相対式2面2線ホームを持つ地上駅。駅集中管理システムが導入された無人駅であり（管理駅は須ヶ口）、現駅舎は駅集中管理システム導入時に建てられた。ホームの長さは1番ホームが6両分、2番ホームが8両分である。改札口は2番ホームの須ヶ口寄りに1箇所あり、改札口付近には自動券売機（新規通勤manaca定期乗車券及び継続manaca定期乗車券の購入も可能ではあるが、名鉄ミューズカードでの決済は7:00~22:00の間に限られる）及び自動精算機（ICカードのチャージ等も可能）が1台ずつ設置されている。互いのホームは構内踏切で繋がっている。その他、男女トイレと多目的トイレが上りホームに設置されている。
| 番線 | 路線      | 方向 | 行先                         |
| ---- | --------- | ---- | ---------------------------- |
| 1    | TB 津島線 | 下り | 津島・弥富方面               |
| 2    | TB 津島線 | 上り | 須ケ口・名鉄名古屋・金山方面 |

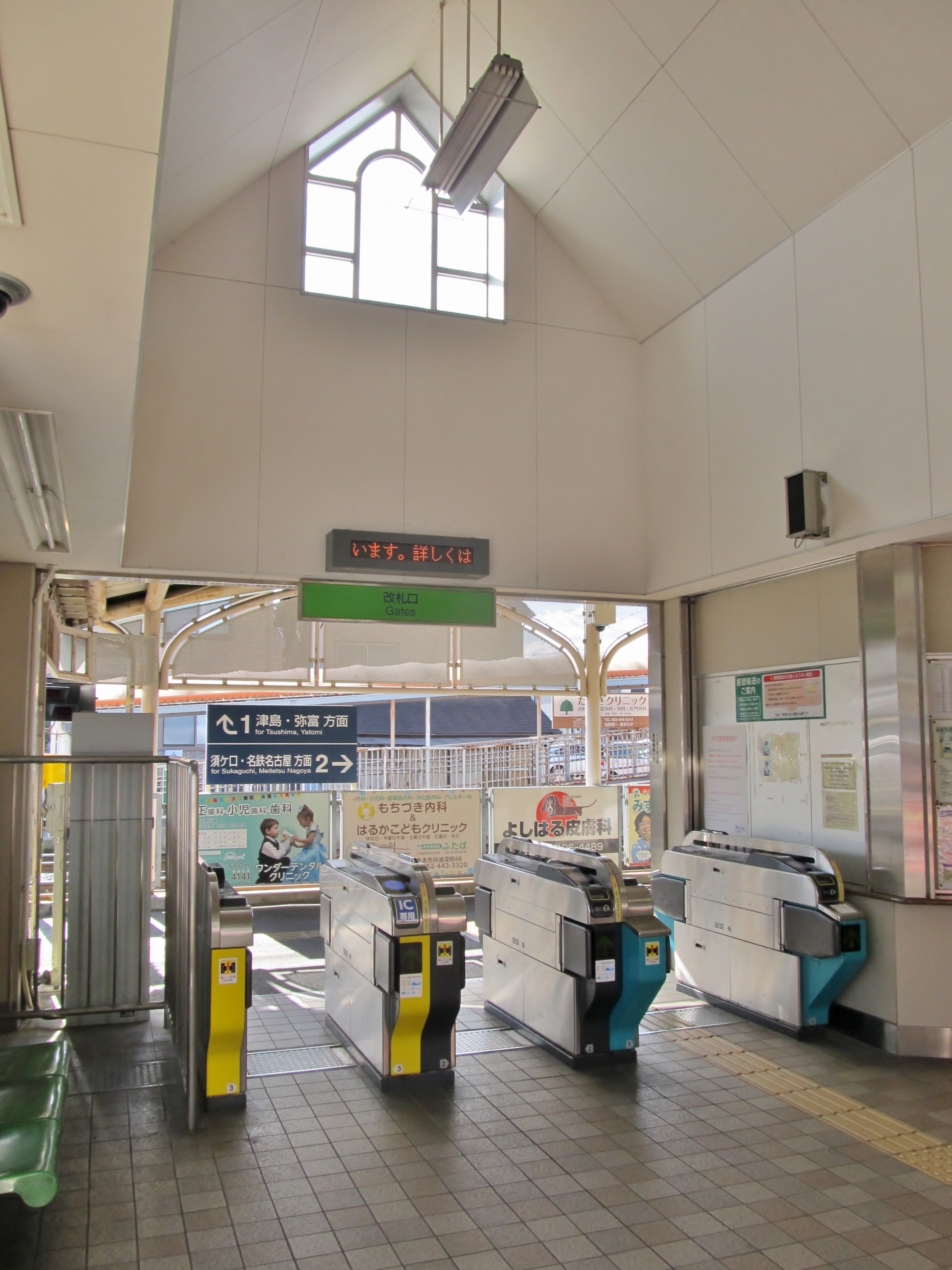
改札口
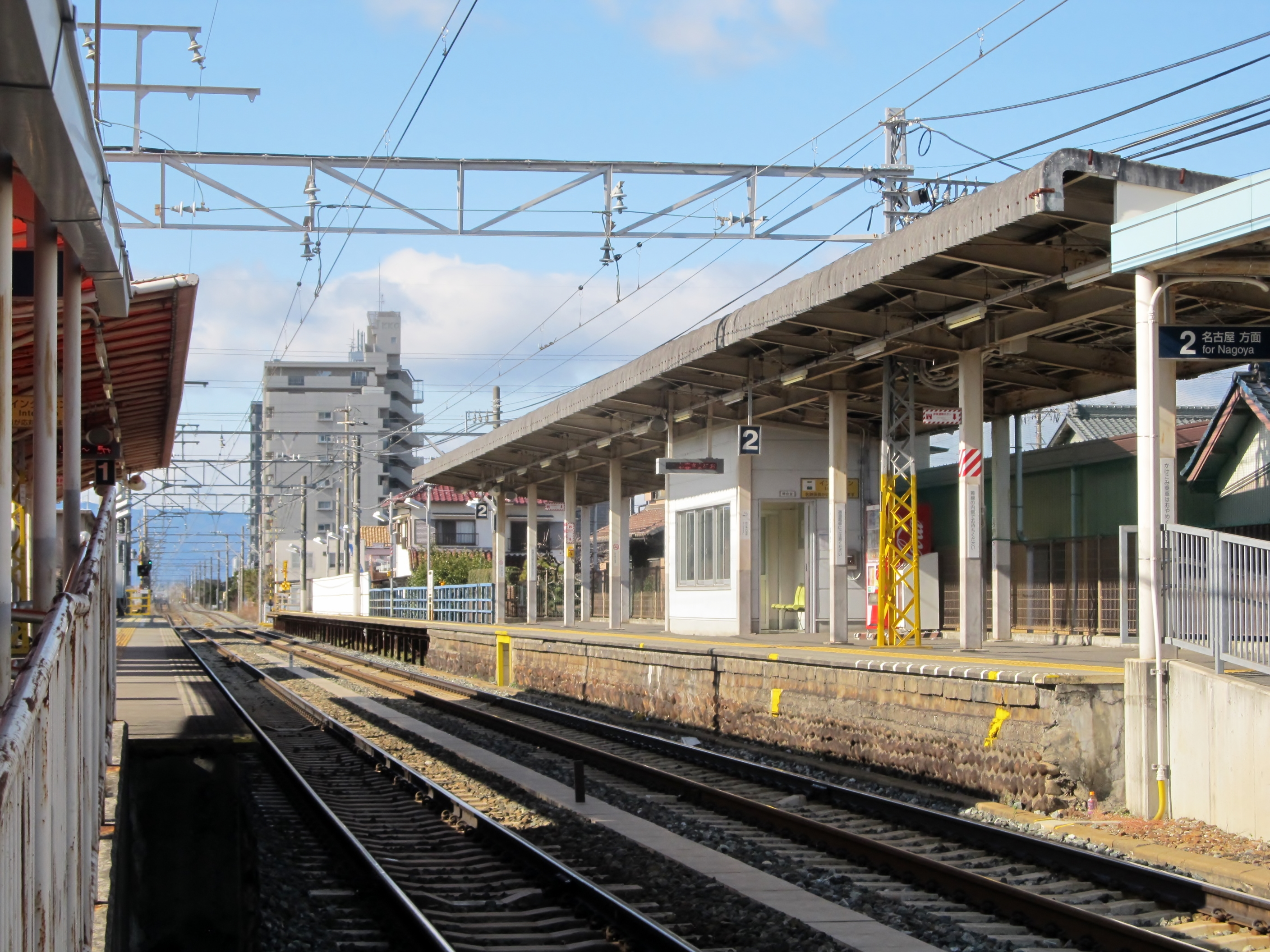
ホーム
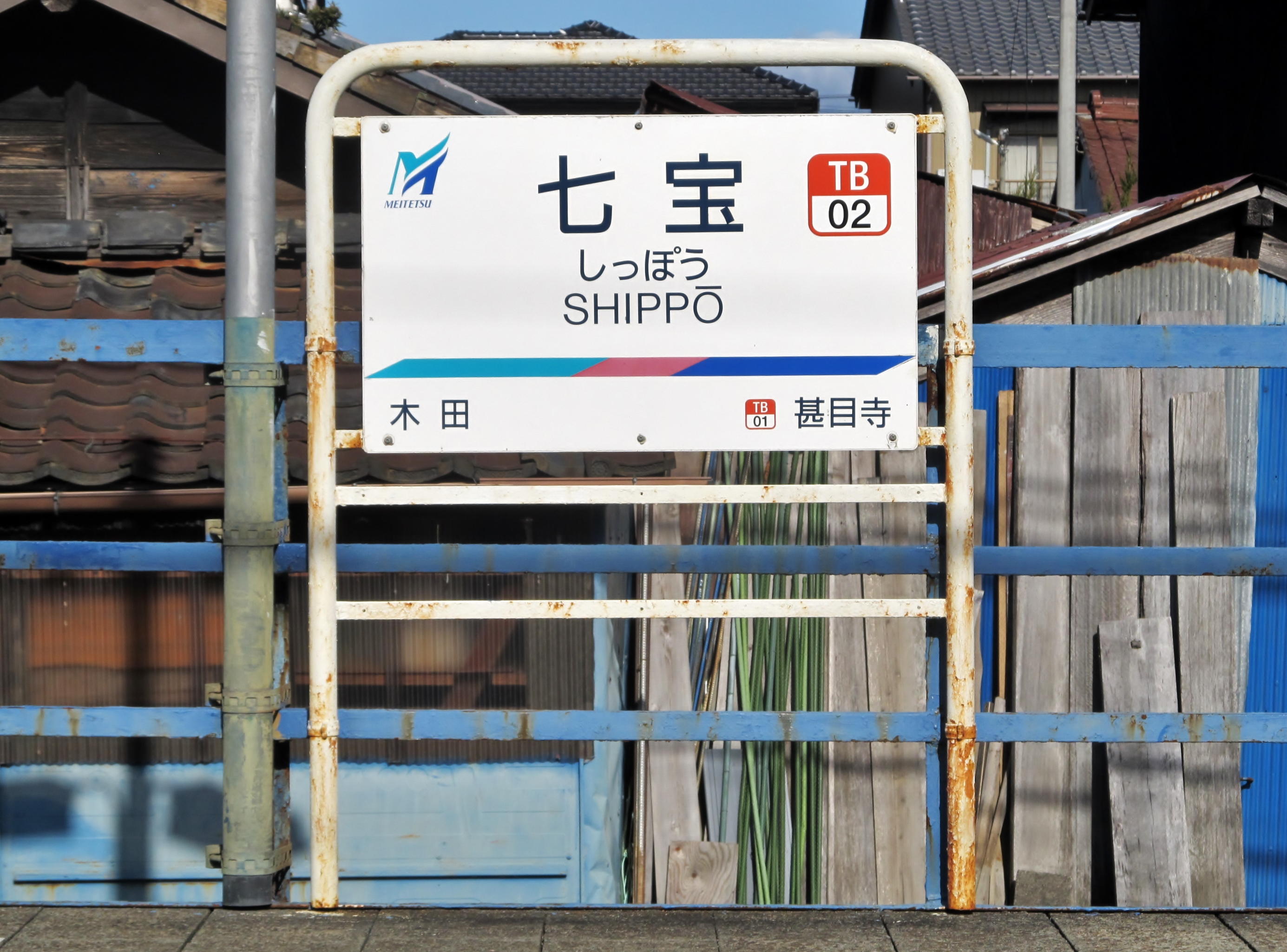
駅名標

### 配線図
| ← 津島・ 弥富方面 | 七宝駅 構内配線略図 | → 須ヶ口・ 名古屋方面 |
| 凡例 出典:        |                     |                       |

## 利用状況
- 移動等円滑化取組報告書によると、2020年度の1日平均乗降人員は4,390人であった[9]。
- 『名鉄120年：近20年のあゆみ』によると2013年度当時の1日平均乗降人員は4,499人であり、これは名鉄全駅（275駅）中92位、津島線（8駅）中5位である[10]。
- 『名古屋鉄道百年史』によると1992年度当時の1日平均乗降人員は4,855人であり、これは岐阜市内線均一運賃区間内各駅（岐阜市内線・田神線・美濃町線徹明町駅 - 琴塚駅間）を除く名鉄全駅（342駅）中96位、津島線（8駅）中6位である[11]。
- 『愛知県統計年鑑』によると2007年度（平成19年度）の1日平均乗車人員は2,067人、2008年度（平成20年度）は2,111人である。

あま市の統計によると、近年の1日平均乗降人員は下表のとおりである。
| 年度               | 1日平均 乗降人員 |
| ------------------ | ---------------- |
| 2003年（平成15年） | 4,063            |
| 2004年（平成16年） | 4,070            |
| 2005年（平成17年） | 4,163            |
| 2006年（平成18年） | 4,102            |
| 2007年（平成19年） | 4,145            |
| 2008年（平成20年） | 4,221            |

旧海部郡七宝町の北部に位置し、中心市街地からは離れていることもあって、あま市内の甚目寺駅や木田駅と比較すると利用者は少ない。しかし、特急停車駅である勝幡駅や日比野駅、佐屋駅よりは乗車人数が多い。

## 駅周辺
付近には民家が多く建つが、所々に田畑がある。駅から北へ少し進むと旧美和町域に入る。あま市七宝焼アートヴィレッジやあま市役所は駅南側にあるが、当駅からやや離れている。
- 遠山紡績七宝工場
- 神明社
- 富塚郵便局
- 名古屋西福音自由教会
- 天理教 本喜愛分教会
- 天理教 愛昭輝分教会
- 愛知県道139号須成七宝稲沢線

## 隣の駅
名古屋鉄道
TB 津島線
■特急・■急行・■準急
通過
■普通
甚目寺駅（TB01） - 七宝駅（TB02） - 木田駅（TB03）

## その他
- 愛知県一宮市の朝日取水場と愛知県海部郡大治町の大治浄水場を結ぶ名古屋市上下水道局の水道送水幹線が駅の真下を通過している。尾張サイクリングロードも参照。